# Giovanni Balla
Giovanni Balla (* 15. Juli 1901 in Moncaliere; † 1. Juni 1983 ebenda) war ein italienischer Radrennfahrer und nationaler Meister im Radsport.

## Sportliche Laufbahn
Balla war im Straßenradsport aktiv. 1924 wurde er Unabhängiger. 1925 gewann er die nationale Meisterschaft im Straßenrennen der Amateure. 1923 war er Vizemeister geworden. 1926 siegte er im Eintagesrennen Coppa del Re.
Bei den Straßenradsport-Weltmeisterschaften 1926 startete er in der italienischen Nationalmannschaft und belegte den neunten Platz. Den Giro d’Italia bestritt er 1927, beendete die Rundfahrt jedoch nicht.